# Anomala aureola
Anomala aureola är en skalbaggsart som beskrevs av Hope 1839. Anomala aureola ingår i släktet Anomala och familjen Rutelidae. Inga underarter finns listade i Catalogue of Life.